# Weißensee (Austria)
Weißensee (fino al 1968 Techendorf) è un comune austriaco di 749 abitanti nel distretto di Spittal an der Drau, in Carinzia.

## Economia e trasporti
Weißensee per la sua attenzione a favorire il turismo sostenibile e la mobilità dolce fa parte del consorzio delle Perle delle Alpi.